# Saint-André-de-Valborgne
Saint-André-de-Valborgne este o comună în departamentul Gard din sudul Franței. În 2009 avea o populație de 465 de locuitori.

## Evoluția populației
| An        | 1975 | 1982 | 1990 | 1999 | 2006 | 2009 |
| --------- | ---- | ---- | ---- | ---- | ---- | ---- |
| Populație | 429  | 443  | 437  | 368  | 436  | 465  |